# 文月メイ
文月 メイ（ふみつき メイ、1986年7月24日 - ）は、日本の女性シンガーソングライター。ハーフトーンミュージック所属。レコード会社はユニバーサルミュージック (日本)。

## 略歴
児童虐待テーマに書き上げた楽曲「ママ」がYouTubeの再生回数12万回超を記録し、話題に。一方、過激な歌詞内容のため、予定されていた有線放送を見送られることになった。2013年10月2日、同曲でシングルデビューを果たした。
千葉県館山市出身で2014年の第33回南総里見まつりで伏姫役に選ばれた。2015年には館山ふるさと大使を委嘱された。